# Sid Catlett
Sidney Catlett, noto come Big Sid (Evansville, 17 gennaio 1910 – Chicago, 25 marzo 1951), è stato un batterista jazz statunitense.
Tra i più apprezzati e versatili del suo tempo, adattò il suo stile batteristico per il nascente Bebop.

## Biografia

### Primi anni
Nacque a Evansville, in Indiana e sin dalla tenera età fu avvicinato allo studio del pianoforte e della batteria. Solo quando la famiglia si trasferì a Chicago, tuttavia, ricevette la sua prima batteria e poté dedicarsi allo studio dello strumento con maggiore costanza, ispirato dalle figure di batteristi del tempo come Zutty Singleton e Baby Doods.

### Carriera
A partire dal 1928, cominciò a suonare con il clarinettista e violinista Darnell Howard ma di lì a poco, nel 1930, si trasferì a New York dove si unì alla Sammy Stewart's Orchestra. Qui iniziò a suonare in locali da ballo come la Savoy Ballroom.
Nel corso degli anni '30, la fama di Catleet cominciò a crescere e, così, prese parte a numerose orchestre del tempo e ad esibirsi con musicisti come Benny Carter, Fletcher Henderson e Don Redman. Tra il 1938 al 1942 suonò regolarmente nella band di Louis Armstrong, con il quale già aveva suonato precedentemente, e incomincerà ad essere chiamato periodicamente anche in quella di Benny Goodman. Nel 1945, inoltre, ha la possibilità di suonare anche per Duke Ellington. Dal 1947 al 1949 tornò di nuovo con Armstrong per far parte della sua All-Stars band.
Egli appare nel film Jammin' the blues di Gjon Mili del 1944,  anche se il batterista che registrò in seguito alle riprese è "Papa" Jo Jones. Compare, inoltre, in altri due film di quegli anni, Boy! What a Girl! e Sepia Cinderella. 

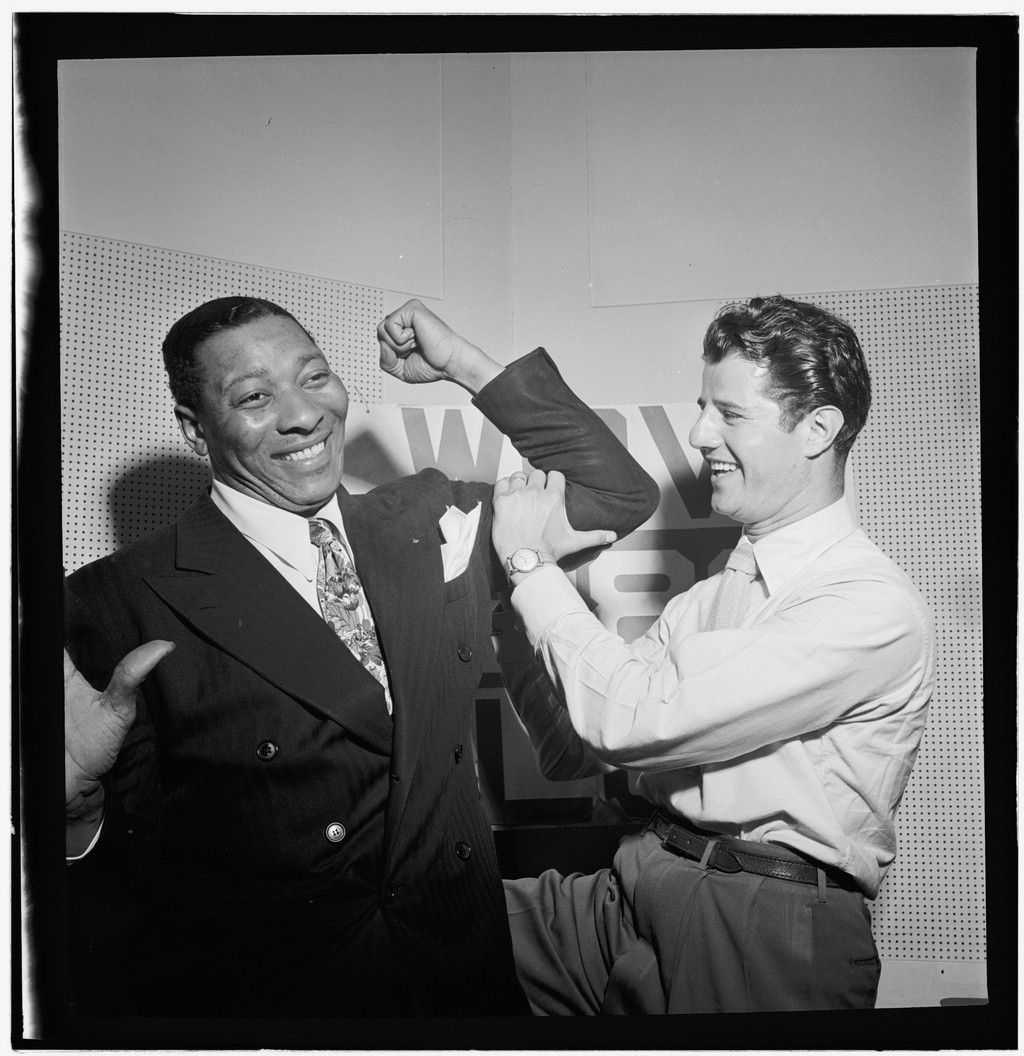
"Big Sid" con Freddie Robbins

Catlett fu uno dei pochi batteristi dell'epoca ad approcciarsi anche al Bebop già a partire dal 1945, anno in cui è presente in alcune incisioni di Dizzy Gillespie e suonando in diverse occasioni anche con Charlie Parker. L'ultimo anno della sua vita soffrì di polmonite ma morì a Chicago in seguito ad un infarto  avuto dietro le quinte di un concerto che stava tenendo il gruppo di Hot Lips Page. Ebbe un figlio, Sid, che fu un cestista ed arrivò a giocare nella NBA.
Nel 1996 venne inserito nella Big Band and Jazz Hall of Fame.

## Stile
Noto per essere stato un musicista dotato di un gusto sopraffino e molto attento all'interazione con i solisti, spesso preoccupandosi di chiedere le loro preferenze riguardo l'accompagnamento. È anche ricordato per l'ottimo senso compositivo nella costruzione dei suoi assoli, in cui ogni elemento, dal silenzio all'abbellimento o variazione tematica, diventava parte portante dell'intera struttura. Durante quei momenti musicali, inoltre, faceva sfoggio delle sue abilità di showman facendo rimbalzare le sue bacchette sul pavimento oppure lanciandole in aria nel mentre accendeva una sigaretta.
Molti i batteristi che hanno affermato di esserne stati influenzati in qualche misura, anche al di fuori del panorama jazzistico, e tra questi si ricordano Louie Bellson, Buddy Rich, Shelly Manne, Han Bennink, Charlie Watts e Max Roach. Quest'ultimo, che suonò a Chicago al concerto durante il quale Catlett morì, incise For Big Sid nel suo album Drums Unlimited del 1966.

## Discografia parziale
Di seguito è elencata una discografia parziale:
- Salt Peanuts / Hot House (Guild Records, 1945) - con Dizzy Gillespie
- Rock & Roll (Atlantic Records, 1957) - con Ruth Brown
- 52nd Street (Onyx Records, 1972) - con Tony Scott ed altri
- The Chronological Classics: Louis Armstrong and His Orchestra 1932-1933 (Classics, 1990) - con Louis Armstrong
- Sid Catlett 1944–1946 (Classics, 1998)
- Town Hall, New York City, June 22, 1945 (Uptown Records, 2005) - con Dizzy Gillespie e Charlie Parker